# Stenancistrocerus alluaudi
Stenancistrocerus alluaudi är en stekelart som först beskrevs av Dusmet 1925.  Stenancistrocerus alluaudi ingår i släktet Stenancistrocerus och familjen Eumenidae. Inga underarter finns listade i Catalogue of Life.